# Strzelce Krajeńskie
Strzelce Krajeńskie (germană Friedeberg in der Neumark) este un oraș în Polonia.